# Freiwassereuropameisterschaften 2025
Die Freiwassereuropameisterschaften 2025 wurden vom 28. bis 31. Mai im kroatischen Stari Grad ausgetragen.

## Ergebnisse

### Männer
| Disziplin            | Gold                 | Silber         | Bronze               |
| -------------------- | -------------------- | -------------- | -------------------- |
| 5 km                 | Gregorio Paltrinieri | Dávid Betlehem | Kristóf Rasovszky    |
| 10 km                | Kristóf Rasovszky    | Logan Fontaine | Marc-Antoine Olivier |
| 3 km Knockout Sprint | Kristóf Rasovszky    | Logan Fontaine | Dávid Betlehem       |

### Frauen
| Disziplin            | Gold                       | Silber                     | Bronze          |
| -------------------- | -------------------------- | -------------------------- | --------------- |
| 5 km                 | Ginevra Taddeucci          | Viktória Mihályvári-Farkas | María de Valdés |
| 10 km                | Viktória Mihályvári-Farkas | Ginevra Taddeucci          | Lea Boy         |
| 3 km Knockout Sprint | Bettina Fábián             | Paula Otero                | Lea Boy         |

### Mixed
| Disziplin  | Gold                                                                             | Silber                                                                             | Bronze                                                                  |
| ---------- | -------------------------------------------------------------------------------- | ---------------------------------------------------------------------------------- | ----------------------------------------------------------------------- |
| 4 × 1500 m | UngarnViktória Mihályvári-Farkas Bettina Fábián Dávid Betlehem Kristóf Rasovszky | ItalienGiulia Gabbrielleschi Ginevra Taddeucci Marcello Guidi Gregorio Paltrinieri | FrankreichClémence Coccordano Ines Delacroix Sacha Velly Logan Fontaine |

## Medaillenspiegel
| Platz  | Land        | Gold | Silber | Bronze | Gesamt |
| ------ | ----------- | ---- | ------ | ------ | ------ |
| 1      | Ungarn      | 5    | 2      | 2      | 9      |
| 2      | Italien     | 2    | 2      | –      | 4      |
| 3      | Frankreich  | –    | 2      | 2      | 4      |
| 4      | Spanien     | –    | 1      | 1      | 2      |
| 5      | Deutschland | –    | –      | 2      | 2      |
| Gesamt | Gesamt      | 7    | 7      | 7      | 21     |